# Stagnone della Capraia
Lo Stagnone della Capraia è un piccolo lago, situato nella parte alta occidentale dell'Isola di Capraia, che si estende su una superficie di circa mezzo ettaro.
Lo specchio d'acqua è di carattere alluvionale, e raggiunge la maggiore estensione alla fine delle precipitazioni autunnali, mentre risulta essere quasi del tutto prosciugato dopo la perdurante siccità estiva. Presso il lago giungono a svernare numerosi uccelli migratori, i quali permettono agli appassionati di ornitologia attività di bird-watching.
Attorno al lago si sviluppa una vegetazione di tipo palustre. Attualmente (2010-2011) sono in corso lavori di eliminazione della Tifa, una pianta che ne mette in pericolo l'esistenza. I lavori sono finanziati dal Parco Nazionale dell'Arcipelago Toscano, progettati dalla società NEMO e hanno visto la collaborazione di due importanti centri di conservazione ex situ della flora: gli Orti Botanici di Firenze e Pisa.